# 宍戸功男

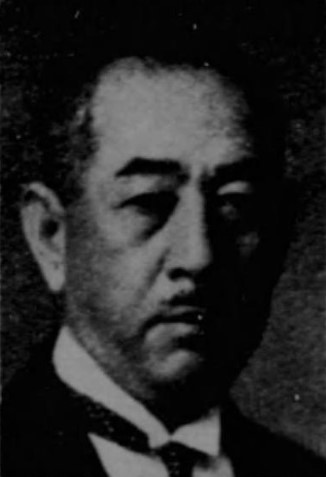
宍戸功男

宍戸 功男（ししど いさお、1885年（明治18年）7月21日 - 1951年（昭和26年）5月3日）は、日本の陸軍軍人・政治家。華族。最終階級は陸軍騎兵大佐。貴族院子爵議員。旧姓・毛利。

## 経歴
東京府で子爵・毛利元功の五男として生まれ、子爵・宍戸璣の養子となる。養父の死去に伴い1901年（明治34年）12月28日、子爵を襲爵した。 
陸軍士官学校（19期）に入り、1907年（明治40年）5月31日に卒業し、同年12月26日、騎兵少尉に任官。以後、近衛騎兵連隊中隊長、騎兵第18連隊長、陸軍士官学校馬術教官、陸軍大学校馬術教官などを歴任。1934年（昭和9年）騎兵大佐に昇進し予備役に編入された。
1941年（昭和16年）4月12日、貴族院子爵議員補欠選挙で当選し、研究会に所属して活動し、1946年（昭和21年）3月12日に辞職した。その他、拓務大臣秘書官、逓信大臣秘書官、東洋拓殖嘱託、内閣委員、大東亜省委員などを務めた。

## 親族
- 妻 宍戸幾子（いくこ、養父四女）[1]
- 養子 宍戸広慶（実兄毛利元秀二男）[1]